# Adrià Carrasco

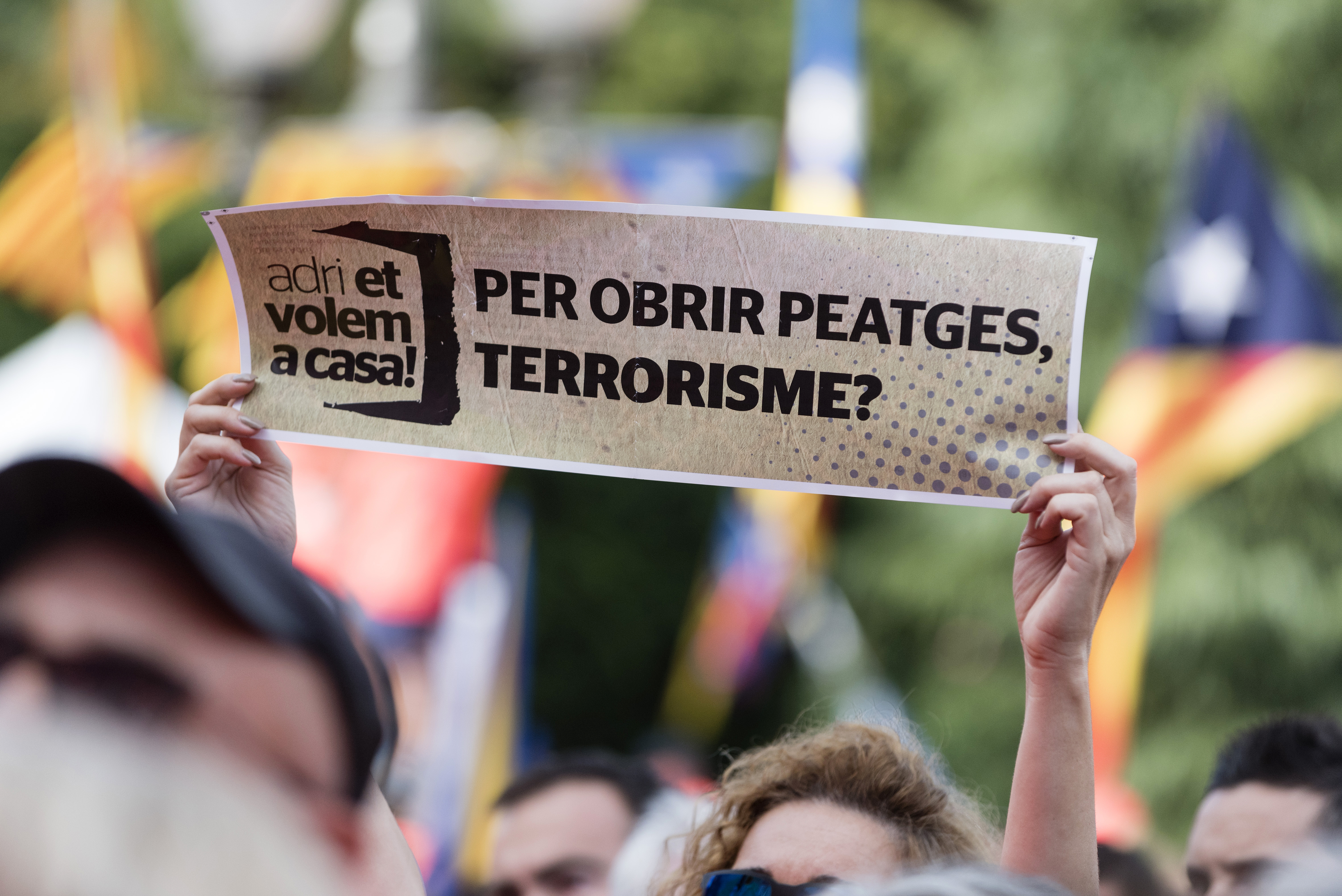
Cartel de apoyo a la campaña Adri et volem a casa, en la manifestación Hagamos la República Catalana, 11 de septiembre de 2018.

Adrià Carrasco Tarrés (Esplugas de Llobregat, 9 de septiembre de 1992) es un activista español.
Es conocido por haber sido acusado de los delitos de rebelión, sedición y terrorismo, razón por la que huyó a Bélgica, y, sólo después del sobreseimiento provisional de la causa, volvió a España.

## Historia
Técnico de sonido de profesión, Carrasco es miembro desde 2017 de los Comités de Defensa de la República (CDR) de Cataluña en el municipio barcelonés de Esplugas de Llobregat. En 2018 participó en los cortes de carretera y en la apertura de peajes organizados por los CDR coincidiendo con las operaciones de salida y regreso de la Semana Santa.
Días después, la madrugada del 10 de abril de 2018, la Guardia Civil se presentó en su casa con una orden de detención, pero Carrasco consiguió escapar por una ventana. Se le acusaba de terrorismo, rebelión y sedición, delitos cometidos presuntamente durante las protestas de los CDR de Semana Santa.
Desde su fuga su paradero era desconocido y estaba en búsqueda y captura. En una carta a principios de junio de 2018, Carrasco comunicó que había huido al extranjero. Además fue convocada una manifestación en Barcelona para el 23 de julio, coincidiendo con sus 100 primeros días de fuga.
En septiembre del 2018 se confirmó su paradero en Bruselas. Carrasco explicó en una rueda de prensa que había huido a Bélgica al considerar que en España no tendría un juicio justo. Su equipo legal estaba formado por Christophe Marchand y Gonzalo Boye, los mismos abogados que defienden a los también huidos de la justicia Valtònyc y Carles Puigdemont. En la manifestación Hagamos la República Catalana, el 11 de septiembre de 2018, intervino hablando la madre de Carrasco, que hizo un llamamiento a «hacer frente al miedo para lograr un país libre».
Poco después, el 5 de diciembre de 2018, fue detenido por la policía belga al interrumpir gritando consignas políticas una conferencia de Josep Borrell con motivo de la celebración del 40 aniversario de la Constitución Española. Previamente había sido abucheado por el público y expulsado del recinto.
El 11 de enero de 2021, Carrasco regresó a España después de casi tres años huido en Bélgica cuando el Juzgado de Instrucción número 3 de Granollers archivó su causa al considerar que «no hay pruebas que acrediten ningún delito». El regreso se hizo público en una rueda de prensa ante el Tribunal Superior de Justicia de Cataluña pocos días después de su regreso a España.